# Закони на Кеплер
Законите на Кеплер описват движението на планетите около Слънцето, на спътниците около планетите и изобщо движението на астрономически тела в гравитационното поле на по-масивно тяло. Публикувани са в периода 1609 – 1619 г. от Йохан Кеплер. Те подобряват хелиоцентричната теория на Николай Коперник, заменят епициклите, описващи кръговите орбити с елиптични и обясняват как се променят планетарните скорости.
Елиптичните орбити на планетите са открити чрез изчисления на орбитата на Марс. Чрез тях Кеплер стига до заключението, че другите обекти в Слънчевата система, включително и по-отдалечените от Слънцето също имат елиптични орбити. Според втория закон на Кеплер, когато дадена планета се приближава по своята орбита към Слънцето, тя се ускорява, а когато се отдалечава от него, скоростта ѝ намалява. Според третия закон на Кеплер по-далечните от Слънцето планети се движат по-бавно в сравнение с планетите на по-близки до него орбити.

## Закони на Кеплер

### Първи закон
Орбитите на планетите са елипси, в единия от фокусите, на които се намира Слънцето.
Орбитите на повечето планети са много слабо сплеснати елипси, близки до окръжност.

### Втори закон
При движението на планетите около Слънцето техните радиус-вектори описват равни площи за равни интервали от време. От втория закон на Кеплер следва, че когато планетите преминават през перихелия си се движат с максимална скорост, а когато преминават през афелия – с минимална. Земята преминава през своя перихелий в началото на януари, а през афелия си – през юли.

### Трети закон
Квадратите на периодите на обикаляне T на планетите около Слънцето се отнасят, както кубовете на големите им полуоси a до Слънцето: {\displaystyle {T_{1}^{2} \over T_{2}^{2}}={a_{1}^{3} \over a_{2}^{3}}}
Тук a1 и a2 са големите полуоси на всеки две планети до Слънцето, а T1 и T2 са периодите им на обикаляне около него. Следователно:
{\displaystyle {T_{1}^{2} \over a_{1}^{3}}={T_{2}^{2} \over a_{2}^{3}}=const}